# Soluzione tampone

Titolazione simulata di una soluzione acidificata di un acido debole (p K a = 4,7) con alcali

Si definisce una soluzione tampone una soluzione che si oppone alla variazione del pH per aggiunte moderate di acidi o basi.
Si tratta generalmente di soluzioni 
- di un acido debole e il suo sale formato con una base forte (per esempio il sistema acido acetico - acetato di sodio) o, viceversa,
- di una base debole e il suo sale formato con un acido forte (per esempio il sistema ammoniaca - cloruro d'ammonio) o ancora
- di un sale, di una base debole e di un acido debole

Le soluzioni tampone sono ampiamente impiegate in chimica analitica e in quei processi dove è utile o necessario stabilizzare il pH su un valore desiderato. Caratteristica di questo genere di soluzioni è il potere tamponante, definito comunemente come la quantità di acido o base forte da aggiungere a una soluzione tampone per ottenere una variazione di pH unitaria.

## Il pH delle soluzioni tampone

### Acido debole e suo sale
L'acido debole HA è poco dissociato; l'equilibrio di dissociazione è
{\displaystyle {\ce {HA + H2O <=> H3O+ + A-}}}
cui corrisponde la costante di dissociazione acida
{\displaystyle K_{a}=\mathrm {\frac {[H_{3}O^{+}][A^{-}]}{[HA]}} }
il sale MA è invece completamente dissociato
{\displaystyle {\ce {MA -> M+ + A-}}}
l'anione A- prodotto dal sale fa quindi ulteriormente retrocedere la dissociazione dell'acido debole. Si possono quindi approssimare la concentrazione all'equilibrio dell'acido HA con il suo valore nominale {\displaystyle C_{a}} e la concentrazione all'equilibrio dell'anione dissociato con quella nominale del sale {\displaystyle C_{s}}; l'espressione della costante di dissociazione può quindi essere riscritta come
{\displaystyle K_{a}={\frac {\mathrm {[H_{3}O^{+}]} C_{s}}{C_{a}}}}
da cui si ottiene che
{\displaystyle \mathrm {[H_{3}O^{+}]} =K_{a}{\frac {C_{a}}{C_{s}}}}
e quindi
{\displaystyle \mathrm {pH} =\mathrm {p} K_{a}+\log {C_{s}}-\log {C_{a}}\;}
{\displaystyle \mathrm {pH} =\mathrm {p} K_{a}+\log \left({\frac {C_{s}}{C_{a}}}\right)}
quando {\displaystyle C_{a}} e {\displaystyle C_{s}} coincidono, il pH della soluzione coincide con il pKa dell'acido debole.

### Base debole e suo sale
La base debole MOH è poco dissociata; l'equilibrio di dissociazione è
{\displaystyle {\ce {MOH <=> M+ + OH-}}}
cui corrisponde la costante di dissociazione basica
{\displaystyle K_{b}=\mathrm {\frac {[M^{+}][OH^{-}]}{[MOH]}} }
il sale MA è invece completamente dissociato
{\displaystyle {\ce {MA -> M+ + A-}}}
il catione M+ prodotto dal sale fa quindi ulteriormente retrocedere la dissociazione della base debole. Si possono quindi approssimare la concentrazione all'equilibrio della base MOH con il suo valore nominale {\displaystyle C_{b}} e la concentrazione all'equilibrio del catione dissociato con quella nominale del sale {\displaystyle C_{s}}; l'espressione della costante di dissociazione può quindi essere riscritta come:
{\displaystyle K_{b}={\frac {\mathrm {[OH^{-}]} C_{s}}{C_{b}}}}
da cui si ottiene che
{\displaystyle \mathrm {[OH^{-}]} =K_{b}{\frac {C_{b}}{C_{s}}}\;}
e quindi
{\displaystyle {\text{pOH}}=\mathrm {p} K_{b}+\log {C_{s}}-\log {C_{b}}\;}
{\displaystyle {\text{pH}}=14-\mathrm {p} K_{b}-\log {C_{s}}+\log {C_{b}}\;}
quando {\displaystyle C_{b}} e {\displaystyle C_{s}} coincidono, il pH della soluzione coincide con il complemento a 14 del pKb della base debole.

### Confronto tra soluzione tamponata e non tamponata
Per aggiunta di 0,01 mol/l di un acido forte (per esempio, acido cloridrico) in acqua distillata il pH passa da 7 a 2. Un salto di 5 unità che corrisponde a un aumento di 100.000 volte della concentrazione di ioni H+ liberi.
Per aggiunta della stessa quantità di acido forte a una soluzione tampone contenente 0,1 mol/l di acido acetico e 0,1 mol/l di acetato di sodio il pH passa da 4,75 a 4,65. Un salto di sole 0,1 unità.

## Sistemi tampone di uso comune
- Acido acetico - acetato di sodio
- Idrossido di ammonio - cloruro d'ammonio
- Acetato d'ammonio
- Carbonato d'ammonio
- Bicarbonato di sodio
- Bicarbonato di sodio - carbonato di sodio
- Tricina
- HEPES

### Illustrazione di una soluzione tampone: acetato di sodio/acido acetico
La costante di dissociazione acida per l'acido acetico è data dall'equazione
{\displaystyle K_{a}=\mathrm {\frac {[H^{+}][CH_{3}COO^{-}]}{[CH_{3}COOH]}} }
Dato che l'equilibrio coinvolge solamente un acido debole e una base, si può presumere che la ionizzazione dell'acido acetico e l'idrolisi dello ione acetato siano trascurabili. In un tampone con una uguale quantità di acido acetico e acetato di sodio, l'equazione di equilibrio si semplifica in
{\displaystyle K_{a}=\mathrm {[H^{+}]} },
e il pH del tampone, allo stesso modo, è il pKa.
Per determinare l'effetto di addizione di un acido forte come HCl, la seguente formula matematica fornisce il nuovo pH. Dato che HCl è un acido forte, si ionizza completamente nella soluzione. Questo incrementa la concentrazione di H+ nella soluzione, che neutralizza poi l'acetato seguendo questa equazione:
{\displaystyle \mathrm {CH_{3}COO_{(aq)}^{-}+H_{(aq)}^{+}\to CH_{3}COOH_{(aq)}} }
Gli ioni idrogeno consumati cambiano il numero effettivo di moli di acido acetico e degli ioni acetato:
{\displaystyle \mathrm {moli\ di\ CH_{3}COO^{-}=moli\ iniziali\ di\ CH_{3}COO^{-}-moli\ iniziali\ di\ HCl} }
{\displaystyle \mathrm {moli\ di\ CH_{3}COOH=moli\ iniziali\ di\ CH_{3}COOH+moli\ iniziali\ di\ HCl} }
Dopo aver considerato la variazione di volume per determinare le concentrazioni, il nuovo pH può essere calcolato dall'equazione di Henderson-Hasselbalch. A qualsiasi neutralizzazione risulterà una variazione minima di pH, dato che si utilizza una scala logaritmica.

## Equilibrio acido base
Le reazioni biochimiche sono particolarmente sensibili al pH infatti le molecole biologiche contengono gruppi di atomi che possono caricarsi o essere neutri in funzione del pH e ciò ha effetto sull'attività biologica della molecola. Negli organismi pluricellulari il fluido all'interno della cellula e i fluidi che circondano le cellule hanno un pH caratteristico e praticamente costante che viene mantenuto da sistemi tampone biologici come il sistema diidrogeno fosfato e il sistema acido carbonico.